# Tmesisternus obliquevittatus
Tmesisternus obliquevittatus là một loài bọ cánh cứng trong họ Cerambycidae.